# Caecum antillarum
Caecum antillarum är en snäckart som beskrevs av Carpenter 1858. Caecum antillarum ingår i släktet Caecum och familjen Caecidae. Inga underarter finns listade i Catalogue of Life.